# 超級機器人大戰原創世紀
《超級機器人大戰ORIGINAL GENERATION》是前日本遊戲商萬普在2002年11月22日所發行的Game Boy Advance機型專用戰略角色扮演遊戲。簡稱「機戰OG」「SRWOG」。

## 概要
萬普一直於超級機器人大戰系列中加入原創作品，而原創作品的世界觀也不斷得到補充。最後，萬普推出了ORIGINAL GENERATION系列，簡稱「OG」，中文地區坊間有譯作「原創世紀」。劇情連真最終話在內共43話/74關。
《超級機器人大戰ORIGINAL GENERATION2》（下稱《OG2》）為本作下集，PS2上推出以1、2代合集為基礎的《超級機器人大戰OG ORIGINAL GENERATIONS》（下稱《OGS》）和《超級機器人大戰OG外傳》（下稱《OG外傳》），並追加新的故事。動畫已推出3集OVA，劇情是《OG2》以後發生的故事。以及以本作劇情為藍本的TV動畫《超級機器人大戰OG -Divine Wars-》。

## 簡介
本作的背景時代是新西曆，人類正式開始進出宇宙，但因為2次大型隕石的墜下，人們的生活還是維持在21世紀初。到了新西曆179年，第3顆隕石「3號隕石（メテオ3）」墜落於南太平洋的馬克薩斯群島（マーケサズ群島）海面。地球連邦政府經過調查，發現是由人類未知的技術製造的物體，這種地球以外的技術被稱為EOT（Extra Over Technology）。地球連邦政府組成了「EOT特別審議會」和「EOTI機關」進行調查。然後EOTI機關的代表比安博士發表了研究結果，表示地球有被宇宙以外的生命體侵略的危機。從此，人型機動兵器：人型機兵（Personal Trooper）的研究開始了。

## 參戰作品
- DC戰爭系列／魔裝機神系列
  - 第2次超級機器人大戰
  - 第3次超級機器人大戰
  - 第4次超級機器人大戰／超級機器人大戰F／超級機器人大戰F完結篇
- α系列
  - 超級機器人大戰α
  - 超級機器人大戰α外傳
  - 第2次超級機器人大戰α
- 其他超級機器人大戰系列作品
  - 超級機器人大戰COMPACT2（日语：スーパーロボット大戦COMPACT2）／超級機器人大戰IMPACT（日语：スーパーロボット大戦IMPACT）
  - 新超級機器人大戰（日语：新スーパーロボット大戦）
- 超級機器人大戰系列以外
  - 英雄戰記 奧林匹斯計劃（日语：ヒーロー戦記 プロジェクト オリュンポス）
  - 超級機器人Spirits（日语：スーパーロボットスピリッツ）

### 封面登場機体
括號內為機體初登場作品
- R-1（新超級機器人大戰）
- 古鐵（超級機器人大戰COMPACT2）
- 古倫加斯特貳式（超級機器人大戰α）
- 亡靈Mk-II·R型（第4次超級機器人大戰）
- 賽巴斯塔（魔裝機神 THE LORD OF ELEMENTAL）

## 遊戲系統
此段落介紹本作新增、變更或獨有的系統。關於基本的機器人大戰系統請參照條目「超級機械人大戰系列的系統」。
本作混進了不少掌上型遊戲機用的系統。除了最具代表的隨時都能存檔外，新的「按鈕配置集中在（遊戲機）左邊」的設定功能，就是考慮到單手拿著GBA遊玩時用的攜帶型遊戲機用功能。
熟練度
本作搭載了熟練度系統，配合熟練度的高低會有敵人出現數量不同等變動，也影響隱藏要素是否出現。
演出
本作是機器人大戰系列第一部在攜帶型主機上使用「機體會動的」戰鬥動畫的作品（之前的攜帶型主機作品，戰鬥畫面還停留在靜態圖的位移和特效）。角色的大頭照也能配合狀況切換不同表情的圖片。
武器換裝
OG系列最大的特徵之一，武裝分成「固定武裝」和「可換裝武裝」，後者是外掛型武器，能利用中場畫面在大部分的機體上裝備或卸下。可換裝武裝的裝備限制取決於「W量（日语：Wゲージ）」，每個可換裝武裝都有一個W量，而一臺機體上的可換裝武裝的W量加起來不能超過該機體的上限。特機系和賽巴斯塔的W量被設定為零表示它們是只能使用本身固定武裝的特殊規格機體，劇情中屬制式化生產的PT系列和AM系列機體則是在W量容許的範圍內可以自由搭配。其他機器人大戰作品中屬於固定能力的修理和補給裝置也被作成可換裝武裝，所以本作大多數機體（包含母艦）都能擔任修理或補給單位。
特殊武器
本作導入能弱化對手裝甲、吸收對手能量等特殊功用的武器，無殺傷力和擁有遠高於一般武器的命中率修正是它們的特徵。
駕駛員育成
消費擊墜敵機得到的「PilotPoint（日语：パイロットポイント，簡稱PP，中譯：駕駛員點數）」，能自由強化駕駛員的能力。可以學會原本不會的技能或直接提高基本能力參數。
此系統之後在OG以外的機器人大戰系列也獲得採用。
換乘
和機器人大戰的其他系列不同，本作不受原作的限制，所以除了賽巴斯塔和SRX等特殊機體外都能自由換乘，駕駛員戰鬥時的台詞也會配合機體和武器而改變，有許多的組合會出現特殊台詞。享受駕駛員搭乘不同機體講出不同的台詞也是本作的樂趣之一。

## 工作人員
製作人
寺田貴信
森住惣一郎
菊池博
じっぱひとからげ
總監
名倉正博
腳本
寺田貴信
森住惣一郎
原創機體設計
宮武一貴
カトキハジメ（角木肇）
大河原邦男
藤井大誠
大輪充
齊藤和衛
守谷淳一
杉浦俊朗
森野健一郎
小野聖二
金丸仁
原創人物設計
河野さち子

## 相關作品

### 廣播劇CD
超級機器人大戰α ORIGINAL STORY

### 漫畫
R的鼓動
作：服部健吾
超級機器人大戰OG -Divine Wars-
作畫：木村明広、監修：寺田貴信、原作：萬普
超級機器人大戰OG Chronicle
作：八房龍之助・津島直人・栗橋伸祐、監修：寺田貴信

### 動畫
超級機器人大戰OG -Divine Wars-
「-Divine Wars-」有譯為「-聖十字軍戰爭-」、「-聖戰-」、「-神戰-」，在2006年10月-2007年3月於日本播出。
超級機器人大戰OG -The Inspector-
「-The Inspector-」有譯為「-監察官-」，在2010年10月-2011年4月於日本播出。